# O Ézaro
O Ézaro är en ort i Spanien.   Den ligger i provinsen Provincia da Coruña och regionen Galicien, i den nordvästra delen av landet, 500 km nordväst om huvudstaden Madrid. O Ézaro ligger 30 meter över havet och antalet invånare är 300.
Terrängen runt O Ézaro är huvudsakligen kuperad, men åt sydväst är den platt. Havet är nära O Ézaro åt sydväst. Runt O Ézaro är det ganska tätbefolkat, med 70 invånare per kvadratkilometer. Närmaste större samhälle är Muros, 16,1 km söder om O Ézaro. I omgivningarna runt O Ézaro växer i huvudsak barrskog.